# Cuprizon
Cuprizon ist eine chemische Verbindung aus der Gruppe der Hydrazone.

## Gewinnung und Darstellung
Cuprizon und seine Derivate lassen sich leicht durch Kondensation von Oxalyldihydrazid mit dem entsprechenden Keton herstellen. Für Cuprizon wird Cyclohexanon verwendet.

## Eigenschaften
Cuprizon ist ein weißer Feststoff, der praktisch unlöslich in Wasser ist. Die Verbindung wurde erstmals 1946 von Gustav Nilsson als Metallionenchelator beschrieben, der in der Lage ist, mit verschiedenen Übergangsmetallionen in Wechselwirkung zu treten und dabei eine hohe Spezifität für Kupferionen selbst bei niedriger Konzentration aufweist. 1966 beobachtete William Walter Carlton, dass die Verabreichung von Cuprizon bei Mäusen zu niedrigen Cu2+-Serumspiegeln und Demyelinisierung führte.

## Verwendung
Cuprizon wird zur spektrophotometrischen Bestimmung von Kupfer verwendet. Bei einem pH-Wert von 7–10 bildet sich ein blauer, wasserlöslicher Farbkomplex mit einem Absorptionsmaximum bei 595 nm. Es ist jedoch weniger sensitiv als Cuproin. Cuprizon wird auch für die experimentelle Untersuchung des mitochondrialen Stoffwechsels und zur Untersuchung menschlicher Demyelinisierungskrankheiten wie Multiple Sklerose und Komponenten der Neuroinflammation verwendet. Außerdem wirkt es als Ligand und katalysiert C-N-Bindungsreaktionen vom Ullmann-Typ in Gegenwart von Kupfersalz.